# Kaassaus
Kaassaus is een saus die lijkt op bechamelsaus, waarin kaas wordt gesmolten. Dit kan geraspte Goudse kaas zijn, maar ook een sterker smakende kaas als Roquefort of Gorgonzola. 
De saus wordt gemaakt door een deel boter te smelten, hierin een deel bloem te mengen, en dan langzaam tien delen melk toe te voegen. Als het dan terug kookt, wordt de kaas erin gesmolten, en is de saus klaar.